# Bahía Roquería
La bahía Roquería es una bahía de la isla San Pedro, que se encuentra en la costa norte-central de la isla, al sur de la punta Águila y al noroeste de la bahía Godthul. También se ubica al este de la estación ballenera de Grytviken.
Dicha isla forma parte del archipiélago de las Georgias del Sur, considerado por la Organización de las Naciones Unidas (ONU) como un territorio en litigio de soberanía entre el Reino Unido —que lo administra como parte de un territorio británico de ultramar— y la República Argentina, que reclama su devolución, y lo incluye en el departamento Islas del Atlántico Sur de la provincia de Tierra del Fuego, Antártida e Islas del Atlántico Sur.